# امانوئل کولاریتی
امانوئل کولاریتی (انگلیسی: Emanuele Colarieti؛ زادهٔ ۱۴ ژوئیهٔ ۱۹۹۹) بازیکن فوتبال است.
از باشگاه‌هایی که در آن بازی کرده‌است می‌توان به باشگاه فوتبال لاتینا اشاره کرد.